# Wilhelm Nau
Wilhelm Nau (* 14. Juli 1916 in Augsburg; † 11. Juli 1990) war ein deutscher Verwaltungsjurist und Kommunalpolitiker (CSU).

## Leben
Wilhelm Nau war ein Sohn des gleichnamigen Oberingenieurs und dessen Ehefrau Maria Nau, geb. Schimpfle. Nach dem Besuch des Realgymnasiums studierte er Rechtswissenschaften und Volkswirtschaft an den Universitäten München und Heidelberg. Er absolvierte die Große juristische Staatsprüfung. 1942 heiratete er Liselotte Witt. Aus der Ehe gingen drei Söhne hervor.
Ab 1951 arbeitete Nau als Jurist für das Landratsamt Landsberg, wo er zum Regierungsrat ernannt wurde. Danach war er am Landratsamt Garmisch-Partenkirchen tätig und wurde 1958 zum Oberregierungsrat befördert. Von 1965 bis 1984 war er Landrat des Landkreises Garmisch-Partenkirchen.
Daneben engagierte sich Nau als Kreisbeauftragter der Paneuropa-Union und Ehrenvorsitzender von SOS-Kinderdorf.

## Ehrungen
- 1982: Staatsmedaille für Soziale Verdienste
- 1983: Verdienstkreuz 1. Klasse der Bundesrepublik Deutschland
- 1984: Bayerische Verdienstmedaille in Silber